# 김태종 (사회과학자)

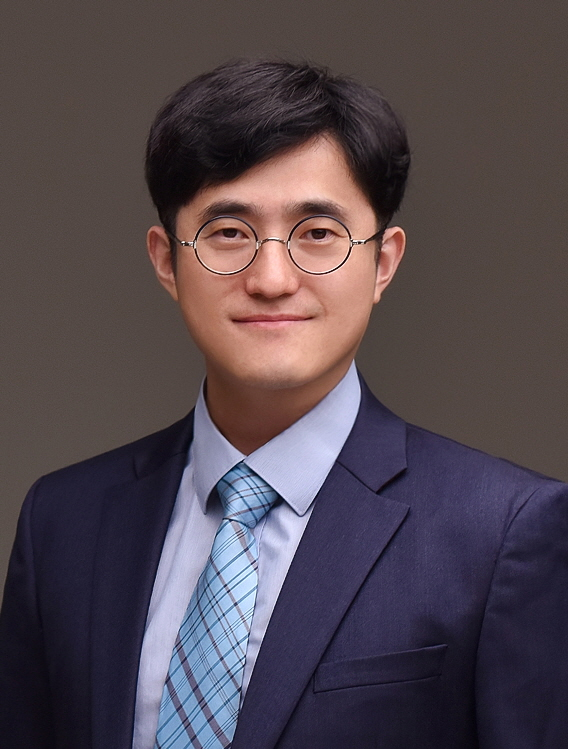
김태종(Taejong Kim)

김태종(金太鍾, 1976년~)은 뉴스 빅데이터 등 텍스트 데이터로 메가트렌드와 사회현상을 분석하고, 데이터를 기반으로 사회문제 해결방안을 제안하는 디지털인문사회과학 연구자다. 연세대학교 커뮤니케이션대학원에서 언론학 석사학위(2012년), 국립공주대학교 사범대학에서 교육학 박사학위(2019년)를 수여받았다. 미국 미주리대학교 저널리즘 스쿨 방문연구원, 대전대학교 연구교수, 한국청소년정책연구원 청소년정책분석평가센터,  한국과학기술정보연구원 과학데이터교육센터 박사후연구원을 거쳐 현재 국립기상과학원 인공지능기상연구과에서 기상-AI 정책기획/교육/홍보/대외협력 업무를 담당하고 있다. 
<챗GPT 관련 사회적 이슈 분석>, <뉴스 빅데이터를 활용한 코로나19 언론보도 분석>, <뉴스 빅데이터를 활용한 평생교육 담론 분석> 등의 논문을 게재하며, 디지털, 커뮤니케이션, 보건, 환경, 외교, 교육, 농업, 예술 등 다양한 분야에서 융합연구를 수행하고 있다. 뉴스 빅데이터 사이언티스트로서 뉴스 빅데이터를 활용한 칼럼을 게재했으며, 논문작성 멘토로서 다양한 학문분야의 석·박사과정 학생들의 학위논문 작성을 도왔다.
2018년 문화체육관광부장관 표창, 2015년 국토교통부장관 표창, 2012년 국방부장관 표창, 2015년과 2017년 국방부장관 우수논문상(2회), 2018년 한국언론진흥재단이사장 및 사이버커뮤니케이션학회장 우수논문상, 2018년 청주시장 표창(청소년 항공인재 육성 유공) 및 한국항공소년단 감사장, 2022년 호남대학교총장 표창, 2022년 한국공학교육학회장 우수발표논문상 등을 수여받았다.
1999년부터 2019년까지 군에서 청년 교육과 청소년 진로체험, 미디어 홍보를 담당했으며, 2014년부터 2016년까지 Space Challenge 대회(구.모형항공기대회)와 청소년 항공우주캠프 운영, 2015년 항공 시뮬레이션 대회 개최, 언론 기고 등의 커뮤니케이션 활동을 수행했다.

Tae-jong Kim (1976-) is a digital humanities and social sciences researcher who analyzes megatrends and social phenomena using textual data such as news big data and proposes solutions to social problems based on data. He received a master's degree in journalism from Yonsei University Graduate School of Communication (2012) and a doctorate in education from National Gongju University College of Education (2019). He was a visiting scholar at the University of Missouri School of Journalism, Daejeon University, and an associate researcher at the Youth Policy Analysis and Evaluation Center of the Korea Youth Policy Institute. He is currently a postdoctoral researcher at the Center for Science and Data Education at the Korea Institute of Science and ICT, where he researches supercomputer-enabled education and digital transformation trends, and a member of the Policy Research Committee of the Korea Advanced Institute of Science and Technology, where he researched metaverses.
He has published papers such as <Metaverse News Big Data Analysis>, <Analysis of Corona 19 Media Reports Using News Big Data>, and <Discourse Analysis of Continuing Education Using News Big Data>, and conducts interdisciplinary research in various fields such as digital, communication, health, environment, diplomacy, education, agriculture, and art. As a news big data scientist, he has published columns utilizing news big data, and as a thesis writing mentor, he has helped master's and doctoral students in various fields write their theses.
He was awarded the Minister of Culture, Sports, and Tourism Award in 2018, the Minister of Land, Infrastructure, and Transport Award in 2015, the Minister of National Defense Award in 2012, the Minister of National Defense Award (twice) in 2015 and 2017, the Korea Press Foundation Chairman's Award and the Cyber Communication Society President's Award in 2018, the Cheongju Mayor's Award (for fostering youth aviation talent) and the Korea Aviation Youth Corps' Certificate of Appreciation in 2018, the Honam University President's Award in 2022, and the Korea Engineering Education Society President's Award for Outstanding Presentation Paper in 2022.
From 1999 to 2019, he was in charge of youth education, youth career experience, and media outreach in the military, and from 2014 to 2016, he conducted communication activities such as running the Space Challenge competition (formerly the Model Aircraft Competition) and youth aerospace camps, holding an aviation simulation competition in 2015, and contributing to the media.

## 학력
- 1989년 대구중앙초등학교 졸업 (Graduated from Daegu Central Elementary School in 1989)
- 1992년 대구중앙중학교 졸업 (Graduated from Daegu Central Middle School in 1992)
- 1995년 대구영신고등학교 졸업 (Graduated from Daegu Youngshin High School in 1995)
- 1999년 국립경북대학교 신문방송학 학사 (1999, B.A. in Journalism, Kyungpook National University)
- 2009년 서울사이버대학교 상담심리학 학사 (B.A. in Counseling Psychology, Seoul Cyber University, 2009)
- 2012년 연세대학교 커뮤니케이션대학원 언론학 석사 (2012 Master of Journalism, Yonsei University Graduate School of Communication)
- 2013년 미국 미주리대학교 저널리즘 스쿨 수료 (2013 Graduated from the University of Missouri School of Journalism, USA)
- 2019년 국립공주대학교 사범대학 교육학 박사 (2019 Doctor of Education, College of Education, National Gongju University)

## 연구활동

### 저서
- 2021년 1월 <빅데이터로 읽어보는 케이컬처 트렌드 2021(Culture Trends 2021 Read with Big Data)>
- 2021년 2월 <뉴스 빅데이터로 읽어보는 이슈 트렌드 Ⅰ [코로나19](Issue Trends Read by News Big Data Ⅰ [Corona 19])>
- 2021년 2월 <뉴스 빅데이터로 읽어보는 이슈 트렌드 Ⅱ [수돗물 유충](Issue Trends Read by News Big Data Ⅱ [Tap water larvae])>
- 2021년 2월 <뉴스 빅데이터로 읽어보는 이슈 트렌드 Ⅲ [평생교육(Issue Trends Read by News Big Data Ⅲ [Lifelong Education])]>
- 2022년 11월 <빅데이터 기반 메타버스 동향 분석 및 교육적 활용 방안(Trend Analysis and Educational Utilization of Big Data-based Metaverse)>
- 2023년 11월 <12대 국가전략기술 관련 사회적 이슈 분석(Analysis of social issues related to 12 national strategic technologies based on topic modeling)>
- 2025년 5월 <Festive Resistance: From K-pop to Democracy(The Cultural Revolution of Korea's 2024 Martial Law and Impeachment Protests)>. amazon kindle books.
- 2025년 5월 <The Geopolitics of Artificial Intelligence: South Korea's Technological Anxieties through the DeepSeek Controversy(New Challenges and Responses in the AI Era Analyzed through News Big Data)>amazon kindle books.

### 논문(Research papers)
- 2012년 2월 <위험사회와 언론의 안보보도에 관한 연구(Research on risk societies and media security coverage)>. 연세대학교 석사학위논문.
- 2017년 2월 <군 교육자의 커뮤니케이션 능력과 장병들의 셀프리더십 수준이 장병 교육만족도에 미치는 영향(The Effect of Military educator‘s Communication ability and Soldiers Self-Leadership Level on Educational Satisfaction)>. 교육연구 제31권 제2호.
- 2018년 12월 <뉴스 빅데이터를 활용한 지역평생교육 토픽 분석(Topic Analysis of Local Lifelong Education Using News Big Data: From 2003 to 2018 local media articles)>. 사이버커뮤니케이션학보 제35권 제4호. (KCI)
- 2019년 8월 <뉴스 빅데이터를 활용한 평생교육 담론 분석(An Analysis of Lifelong Education Discourse by Using News Big Data)>. 공주대학교 박사학위논문
- 2019년 9월 <뉴스 빅데이터를 활용한 평생교육 토픽 분석(An Analysis of Lifelong Education Topics by Using News Big Data)>. 평생교육학연구 제25권 제3호. (KCI)
- 2019년 12월 <장병 학습 멘토링 경험에 관한 탐색적 연구: 학습봉사 동아리 '다문화 멘토링' 사례를 중심으로(An exploratory study of servicemember learning mentoring experiences: focusing on the case of multicultural mentoring in learning service clubs.)>. 안보군사학연구 제16호.
- 2020년 5월 <뉴스 빅데이터를 활용한 코로나19 언론보도 분석(COVID-19 News Analysis Using News Big Data : Focusing on Topic Modeling Analysis)>, 한국콘텐츠학회논문지 제20권 제5호. (KCI)
- 2020년 6월 <토픽 모델링 분석을 활용한 여성농업인 연구동향 분석(Analysis of Female Farmers' Research Trends Using Topic Modeling Analysis)>, 농업교육과 인적자원개발 제52권 제2호. (KCI)
- 2020년 11월 <토픽 모델링을 활용한 '수돗물 유충' 뉴스 빅데이터 분석(News Big Data Analysis of 'Tap Water Larvae' Using Topic Modeling Analysis)>, 한국콘텐츠학회논문지 제20권 제11호. (KCI)
- 2021년 2월 <뉴스 빅데이터로 분석한 트럼프-시진핑 시대의 미중관계(A Big Data Analysis on the U.S.-China Relations in the Donald Trump-Xi Jinping Era)>, 정치정보연구 제24권 제1호. (KCI)
- 2021년 4월 <미디어 리터러시 뉴스 빅데이터 분석: 토픽 모델링 분석을 중심으로(News Big Data Analysis of ‘Media Literacy’ Using Topic Modeling Analysis)>, 한국콘텐츠학회논문지 제21권 제4호. (KCI)
- 2021년 7월 <뉴스 빅데이터를 활용한 후계농업경영인 토픽 분석(Analysis of topics for successor agricultural managers using news big data)>, 디지털콘텐츠학회논문지 제22권 제7호. (KCI)
- 2021년 7월 <메타버스 뉴스 빅데이터 분석: 토픽 모델링 분석을 중심으로(News Big Data Analysis of ‘Metaverse’ Using Topic Modeling Analysis)>, 디지털콘텐츠학회논문지 제22권 제7호. (KCI)
- 2021년 12월 <토픽 모델링을 활용한 '마을교육공동체' 뉴스 빅데이터 분석(News Big Data Analysis of ‘Maeul Learning Community’ Using Topic Modeling)>, 평생학습사회 제17권 제4호. (KCI)
- 2022년 2월 <뉴스 빅데이터 활용 메타버스 트렌드 분석(Analysis of metaverse trends using news big data)>, 디지털콘텐츠학회논문지 제23권 제2호. (KCI)
- 2022년 3월 <토픽 모델링 기반 한국사회 트라우마 이슈 분석(Analysis of trauma issues in Korean society based on topic modeling)>, 디지털콘텐츠학회논문지 제23권 제3호. (KCI)
- 2022년 4월 <스마트 모빌리티 연구동향에 관한 분석: 토픽 모델링의 적용(An Analysis of the Research Trend on Smart Mobility : Topic Modeling Approach)>, 한국ITS학회논문지 제21권 제2호. (KCI)
- 2022년 5월 <토픽 모델링 기반 디지털 전환 동향 분석: 1994~2021년 뉴스 빅데이터를 중심으로(Exploring Digital Transformation Trends: Topic Modeling Analysis of News Big Data between 1994 and 2021)>, 디지털콘텐츠학회논문지 제23권 제5호. (KCI)
- 2022년 6월 <토픽모델링을 통한 우수 원격수업 특성 및 요소 연구: A 대학의 사례를 중심으로(A Study on the Characteristics and Elements of Best Distance Learning Lecture through Topic Modeling)>, 학습자중심교과교육연구 제22권 제11호. (KCI)
- 2022년 7월 <국내 인공지능 교육 연구 동향 분석(Research Trends of Artificial Intelligence Education in Korea: Keyword and Topic Analysis focused on LDA)>, 학습자중심교과교육연구 제22권 제13호. (KCI)
- 2022년 7월 <뉴스 빅데이터 기반 탄소중립 토픽 분석(Carbon neutrality topic analysis based on news big data: Topic modeling analysis of news big data between 2006 and 2022)>, 디지털콘텐츠학회논문지 제23권 제7호. (KCI)
- 2023년 3월 <LDA 기반 ESG 이슈 분석: 2009~2022년 뉴스 빅데이터를 중심으로(ESG Issue Analysis Based on LDA: Focusing on Big Data News from 2009 to 2022)>, 디지털콘텐츠학회논문지 제24권 제3호. (KCI)
- 2023년 3월 <토픽 모델링 기반 한중관계 이슈 분석: 1990~2022년 뉴스 빅데이터를 중심으로(Analysis of Korea-China Relations Issues Based on Topic Modeling: Focusing on News Big Data from 1990 to 2022)>, 평화학연구 제24권 제1호. (KCI)
- 2023년 4월 <2020~2022년 국내 메타버스 교육 연구 동향 분석: 토픽 모델링을 중심으로(Analysis of Domestic Metaverse Education Research Trends From 2020 to 2022: Focusing on Topic Modeling)>, 문화와융합 제45권 제4호. (KCI)
- 2023년 6월 <챗GPT 관련 사회적 이슈에 대한 탐색적 연구: 뉴스 빅데이터 기반 토픽 모델링 분석을 중심으로(An Exploratory Study on Social Issues Related to ChatGPT: Focusing on News Big Data-based Topic Modeling Analysis)>, 디지털콘텐츠학회논문지 제24권 제6호. (KCI)
- 2023년 9월 <Shifting Conversations on Online Distance Education in South Korean Society During the COVID-19 Pandemic: A Topic Modeling Analysis of News Articles>, The International Review of Research in Open and Distributed Learning(IRRODL), 24(3). (SSCI IF: 2.5)
- 2023년 10월 <K-POP 아이돌 그룹의 세대별 이슈 변화 분석 고찰(Analyzing and Reflecting on Generational Issue Changes in K-POP Idol Groups)>, 문화와융합 제45권 제10호. (KCI)
- 2023년 12월 <오팔세대의 팬덤 활동 유형 분석 고찰: 임영웅의 팬덤 커뮤니티 ‘영웅시대’ 관련 기사를 중심으로(Reflections on Analyzing Fandom Activity Types in the Opal Generation: Focused on Articles Related to the Fandom Community 'Hero Generation' by Lim Young-Woong>, 문화와융합 제45권 제12호. (KCI)
- 2024년 5월 <언론에서 나타난 한국 사회의 미래 질병 위험 이슈 분석: 토픽 모델링 분석을 중심으로(Future Disease Risk Analysis in Korean Society as Reflected in the Media: Topic Modeling)>, 한국디지털콘텐츠학회 제25권 제5호. (KCI)
- 2024년 7월 <토픽모델링을 활용한 국내 K-POP 연구 동향 분석(Analysis of Domestic K-POP Research Trends Using Topic Modeling)>, 한국엔터테인먼트산업학회논문지 제18권 제4호. (KCI)
- 2024년 7월 <An exploration of research trends on metaverse: topic modeling with latent dirichlet allocation>, Quality & Quantity 2024. (SSCI IF: 1.072)
- 2025년 2월 <LDA 토픽 모델링을 활용한 글로벌 기상 분야의 인공지능 연구동향 분석 (2018~2024년 논문 주제 중심) (Analysis of Global Research Trends in Artificial Intelligence for Meteorology Using LDA Topic Modeling (Focus on Papers from 2018 to 2024))>, 대기 제35권 제1호. (KCI)
- 2025년 6월 <토픽 모델링 기반 유아교육 분야 인공지능 연구동향 분석 (A topic modeling-based analysis of research trends in artificial intelligence within the field of early childhood education)>, 한국유아교육연구 제27권 제2호. (KCI)

### 학술대회
- 2018년 11월 30일 사이버커뮤니케이션학회 가을철 정기학술대회 (고려대학교), 뉴스 빅데이터를 활용한 지역평생교육 토픽 분석(1저자)
- 2019년 4월 13일 한국평생교육학회 상반기 연차학술대회 (중앙대학교), 뉴스 빅데이터를 활용한 평생교육 담론 분석(1저자)
- 2021년 10월 1일 한국공학교육학회 공학교육학술대회 (제주 라마다프라자호텔), 토픽 모델링을 활용한 디지털 트랜스포메이션 동향 분석(1저자)
- 2021년 10월 1일 한국공학교육학회 공학교육학술대회 (제주 라마다프라자호텔), 고성능컴퓨팅 교육 연구 동향 분석(공동저자)
- 2022년 6월 24일 한국산업경영시스템학회 춘계학술대회 (제주 신화월드), 뉴스 빅데이터 기반 조선해양 분야 디지털 전환 이슈 분석(1저자)
- 2022년 6월 24일 한국산업경영시스템학회 춘계학술대회 (제주 신화월드), 해외 메타버스 연구 동향 분석(공동저자)
- 2022년 9월 14일 The Tenth Pan-Commonwealth Forum on Open Learning[PCF10] (Calgary, Canada), Discourses of Distance Education and COVID-19 in South Korean News between 2019 and 2021: A Topic Modeling Analysis(공동저자)
- 2023년 5월 12일 한국콘텐츠학회 2023 종합학술대회 (군산대학교), 3단계 시뮬레이션 운동량 보존 실험 콘텐츠 개발(공동저자)
- 2022년 9월 29일 한국공학교육학회 공학교육학술대회 (제주 오리엔탈호텔), 가상실험 교육 콘텐츠 개발(공동저자)
- 2023년 10월 11일 2023 14th International Conference on Information and Communication Technology Convergence (Publisher: IEEE), Identifying Recent Research Topics in Post-Quantum Cryptography via Topic Modelling(교신저자)
- 2024년 4월 29일 2024 한국기상학회 봄학술대회 (대전 국립중앙과학관), 자연어 처리와 음성 인식을 활용한 기상-AI 검색기에 관한 연구(공동저자)
- 2024년 10월 16일 2024 15th International Conference on Information and Communication Technology Convergence (Jeju), Analyzing Recent Research Trends in Post-Quantum Cryptography using Latent Dirichlet Allocation(공동저자)
- 2024년 10월 28일 2024 한국기상학회 가을학술대회 (대구 엑스코),  Analysis of Global AI Research Trends in Meteorology Using LDA Topic Modeling: Focused on Paper Themes from 2018 to 2024(교신저자)
- 2024년 10월 28일 2024 한국기상학회 가을학술대회 (대구 엑스코), 기상 데이터 검색을 위한 AI 기반 자연어 및 음성 인식 시스템 개발(공동저자)

### 연구과제 참여
- 2021년 [주요사업] 슈퍼컴퓨팅·데이터·인공지능 활성화 교육지원 (한국과학기술정보연구원 K-21-L05-C01-S01)
- 2022년 [주요사업] 슈퍼컴퓨팅·데이터·인공지능 활성화 교육지원 (한국과학기술정보연구원 K-22-L04-C08-S01)
- 2022년 [주요사업] 초거대 계산기술 확보를 통한 과학·공학 초거대문제 해결 연구·지원 (한국과학기술정보연구원 K-22-L02-C04-S01)
- 2022년 [민간수탁사업] 데이터 인공지능 전문교육 (한국과학기술정보연구원 S-22-SB-CR01-S01)
- 2022년 [국가R&D사업] 온라인 수학·과학 가상실험 환경 구축 (한국과학기술정보연구원 N-22-NM-CA02-S01)
- 2022년 [정부수탁사업] 디지털 융합 R&D 플랫폼 구축 (한국과학기술정보연구원 G-22-GM-CR04-S01)
- 2023년 [주요사업] 슈퍼컴퓨팅·데이터·인공지능 활성화 교육지원 (한국과학기술정보연구원 K-23-L04-C07-S01)
- 2023년 [주요사업] 국가 플래그십 초고성능컴퓨터 인프라 구축 및 서비스 (한국과학기술정보연구원 K-23-L02-C01-S01)
- 2023년 [국가R&D사업] 온라인 수학·과학 가상실험 환경구축 (한국과학기술정보연구원 N-23-NM-CA04-S01)
- 2023년 [국가R&D사업] 디지털융합R&D플랫폼 연구개발 및 서비스 (한국과학기술정보연구원 N-23-NM-CR02-S01)
- 2024년 [주요사업] AI 예보지원 및 활용기술 개발 (국립기상과학원 KMA2021-00123)

### 연구/사업 보고서
- 2018년 2019~2023 충청남도 평생교육 중장기 계획 (충남평생교육진흥원) - 공동연구(충남 지역매체 평생교육 뉴스 빅데이터 분석)
- 2019년 홍성군 평생학습도시 중장기 발전계획 (홍성군청) - 공동연구(평생교육전문가 FGI 분석)
- 2020년 풀뿌리 교육자치 체계구축 및 실현을 위한 광산교육발전계획 수립 연구(광주시 광산구) - 공동연구(전반기 연구코디네이션)
- 2020년 2020 충남 마을교육공동체 발전방안 개발 연구 (충청남도교육청) - 공동연구 (활동가 워크숍 운영 및 인식 분석)
- 2020년 8월 청소년기본법 전면개정 필요와 방향 (여성가족부 청소년정책리포트) - 공동연구(청소년기본법 분석)
- 2020년 10월 고위기청소년 맞춤형 프로그램 운영현황 조사 분석 (여성가족부 청소년정책리포트) - 단독연구
- 2020년 11월 위기청소년 지원강화를 위한 청소년상담복지센터 재구조화 연구 (여성가족부 청소년정책리포트) - 공동연구
- 2020년 12월 청소년정책 성과와 정책추진 방향 (여성가족부 청소년정책리포트) - 공동연구
- 2021년 12월 메타버스 시대의 트렌드와 향후 발전과제 (한국과학기술정보연구원 이슈브리프) - 공동연구
- 2021년 12월 한국인의 트라우마와 회복력 증진 전략 (한국보건사회연구원) - 공동연구
- 2022년 6월 뉴스 빅데이터 기반 조선해양 분야 디지털 전환 이슈 분석 (조선해양산업 인적자원개발위원회) - 공동연구
- 2022년 11월 2021~2022 슈퍼컴퓨팅·데이터·인공지능 활성화 교육지원 사업 성과보고서 (한국과학기술정보연구원) - 공동연구
- 2022년 12월  메타버스 관련 현황 및 핵심 어젠다 탐색 (한국과학기술한림원) - 공동연구
- 2023년 12월 한국의 미래 질병 위험에 대한 인식과 대비 (한국보건사회연구원) - 공동연구

### 연구용역
- 2020년 8월 '공모상장 리츠(REITs)' 관련 뉴스/SNS 텍스트 네트워크 분석
- 2020년 9월 '생물다양성 및 생물자원' 관련 뉴스 텍스트 네트워크 분석 * 해양수산부, 국립생물자원관 중장기 발전계획 수립 연구
- 2020년 10월 '국내/외 해양교육' 관련 논문 텍스트 네트워크 분석 * 해양수산부, 제2차 해양환경교육 종합계획 수립 연구
- 2020년 12월 '재난방송 보도 개선방안' 관련 전문가 자문 (재난방송/보도 실태 및 개선방안 제안) * 방송통신위원회, 재난방송 개선방안 연구
- 2021년 9월 '재난방송 고도화 정책' 관련 전문가 자문 (재난방송 방송사 지정 확대, 온라인 정보제공 강화 방안) * 방송통신위원회, 재난방송 고도화 정책 방안 연구

### 포럼/부스트캠프/세미나/워크숍 운영
- 2020년 6월 19일 제29회 청소년정책포럼 '학교 밖 청소년 규모 추정 방안' (한국청소년정책연구원 대회의실)
- 2020년 7월 28일 제31회 청소년정책포럼 '청소년정책 관련 법제도 개선 방향' (AW컨벤션센터 에메랄드홀, 유튜브 생중계)
- 2020년 9월 23일 제33회 청소년정책포럼 '학교 안·밖 청소년 협력체계 구성 연계 방안' (한국청소년정책연구원 대회의실, 유튜브 생중계)
- 2020년 12월 17일 제38회 청소년정책포럼 '후기청소년 지원정책의 과제와 방향' (한국청소년정책연구원 대회의실, 줌 웨비나, 유튜브 생중계)
- 2020년 12월 22일 제39회 청소년정책포럼 '2020년 청소년 매체이용 및 유해환경 실태조사 주요 결과와 과제' (한국청소년정책연구원 대회의실, 줌 웨비나, 유튜브 생중계)
- 2021년 2월 26일 청소년정책토론회 '코로나 펜데믹, 그리고 청소년' (서울 페럼타워 페럼홀, 유튜브 생중계)
- 2025년 8월 11일~22일 제4회 기상-AI 부스트캠프 (예정)
- 2025년 9월 22일~23일 기상·기후 AI 파운데이션 모델 세미나  (예정)
- 2025년 9월 24일~26일 제2차 WMO AINPP( AI for Nowcasting Pilot Project) 워크숍 (예정)

### 논문심사
- 2021년 1월 한국IT서비스학회논문지 (KCI등재지) - 한국IT서비스학회
- 2021년 2월 교육연구 (일반학술지) - 공주대학교 교육연구소
- 2021년 2월 Korea Journal (KCI등재지) - 한국학중앙연구원
- 2021년 4월 통일연구 (KCI등재지) - 연세대학교 통일연구원
- 2022년 1월 평생교육학연구 (KCI등재지) - 한국평생교육학회
- 2022년 6월 다문화아동청소년연구 (KCI등재지) - 다문화아동청소년연구원
- 2022년 7월 평생교육학연구 (KCI등재지) - 한국평생교육학회
- 2022년 9월 다문화아동청소년연구 (KCI등재지) - 다문화아동청소년연구원
- 2022년 10월 통일연구 (KCI등재지) - 연세대학교 통일연구원
- 2022년 12월 한국언론정보학보 (KCI등재지) - 한국언론정보학회
- 2023년 11월 청소년시설환경 (KCI등재지) - 청소년시설환경학회

### 석/박사과정 학위논문 컨설팅
- 학생 대학 : 경희대, 고려대, 산업대, 서강대, 서울시립대, 성균관대, 숭실대, 연세대, 이화여대, 전북대, 중앙대, 한양대
- 학생 전공 : 광고홍보, 경영정보, 기술경영, 교육행정, 문화콘텐츠, 빅데이터학, 산업디자인, 소프트웨어공학, 실용음악, 정치외교, 평생교육, 컴퓨터공학

### 연구성과 확산(News Release, Column)
- 2021년 8월 6일 "KISTI, 학·연·정 협력 빅데이터 분석 전문인력 양성 추진"
- 2021년 9월 2일 "2021년 KISTI-NVIDIA GPU 해커톤 개최"
- 2021년 10월 18일 "KISTI, 법무부 외국인정보 빅데이터 분석 교육훈련 과정 추진"
- 2021년 12월 13일 "메타버스(Metaverse) 시대의 트렌드와 향후 발전과제"
- 2022년 2월 21일 "KISTI, '충북대학교-KISTI HPC·AI 겨울학교' 개최
- 2022년 4월 24일 "KISTI 법무부 외국인행정 빅데이터 분석 교육훈련 과정 운영"
- 2022년 5월 20일 "KISTI, 경북 공무원 대상 빅데이터-메타버스 기본교육 운영"
- 2022년 7월 4일 "KISTI-성균관대, HPC·AI 여름학교 개최"
- 2022년 7월 18일 "KISTI, 소방 빅데이터 분석 교육훈련 과정 추진"
- 2022년 7월 28일 "2022년 KISTI-NVIDIA GPU 해커톤 성료"
- 2022년 8월 4일 "KISTI, 쿠웨이트 고등학생 대상 DATA·AI 캠프 운영"
- 2022년 9월 16일 "KISTI-철도연, 공공교통의 디지털 전환 위한 업무협약 체결"
- 2024년 2월 7일 "기후변화 속 새 봄의 시작과 AI의 역할" (칼럼)
- 2024년 4월 30일 "AI로 진화하는 기상예보와 재해 대응" (칼럼)
- 2024년 11월 14일 "기상 예측의 미래, AI 예보보좌관" (칼럼)
- 2025년 6월 24일 "AI 기상예보로 여름철 위험기상, 더 빠르고 안전하게 대비합니다" (칼럼)
- 2025년 8월 18일 "기상청, '기상-AI 융합인재' 양성 위한 부스트캠프 개최"

### 연구성과 확산(YOUTUBE Posting)
- 2022년 9월 13일 "슈퍼컴퓨팅 청소년캠프 2022"

- 2022년 9월 13일 "2022 정부 부처(법무부·소방청) 빅데이터 교육훈련"

- 2022년 10월 5일 "KISTI 쿠웨이트 청소년 DATA·AI 캠프(한글 버전)"

- 2022년 10월 5일 "KISTI 쿠웨이트 청소년 DATA·AI 캠프(English Version)"
- 2023년 1월 19일 "2023년 KISTI 과학데이터교육센터 홍보영상"

## 교육활동

### 특강
- 2021년 10월 19일 법무부 출입국·외국인정책본부 직원 대상 1차 교육 "메타버스 이해와 법무부 활용방안"
- 2021년 11월 2일 한국산업기술진흥협회(KOITA) 회원사 대상 교육 "메타버스 이해와 산업 분야 활용방안"
- 2021년 11월 16일 법무부 출입국·외국인정책본부 직원 대상 2차 교육 "메타버스 이해와 법무부 활용방안"
- 2021년 12월 2일 한국지질자원연구원 UST 학생 대상 교육 "뉴스 빅데이터로 읽어보는 메타버스 트렌드"
- 2022년 4월 25일 법무부 출입국·외국인정책본부 직원 대상 1차 교육 "메타버스 이해와 법무부 활용방안"
- 2022년 5월 24일 경상북도 공무원 대상 교육 "뉴스 빅데이터로 읽어보는 메타버스 트렌드와 활용사례"
- 2022년 9월 1일 언론인 대상 교육 "(과학기술 언론인을 위한) 뉴스 빅데이터 활용 이슈 분석"
- 2022년 9월 19일 삼성중공업·현대중공업·대우조선해양 직원 대상 교육 "메타버스 이해와 조선해양 분야 활용사례"
- 2022년 12월 5일 언론인 대상 교육 "(과학기술 언론인을 위한) 뉴스 빅데이터 활용 이슈 분석"
- 2022년 12월 13일 연구원 대상 교육 "(경제인문사회연구원을 위한) 토픽 모델링 분석 방법"
- 2024년 6월 11일 조선대학교 교직원 대상 교육 "코딩없이 머신러닝으로 텍스트 분석하기"

### KISTI 과학데이터교육센터 HPC·AI 교육 코디네이션
- 정기교육 운영(2021.07~) : 리눅스 실습, 슈퍼컴퓨터 활용 실습, C언어, Fortran, OpenMP(초급), OpenMP(고급), MPI(초급), MPI(고급), CUDA, Hybrid(OpenACC+MPI), 성능최적화, Code_Aster 구조해석 활용 기초, OpenFOAM 유동해석 활용 기초, Cradle CFD(초급), 거대계산과학 응용을 위한 병렬컴퓨팅, 고성능 네트워킹, 양자암호통신, 딥러닝 기반 물리정보 신경망 수치해석의 이해와 활용, SGIS 활용 공공데이터 분석
- 캠프 운영 지원 : KISTI-충북대학교 HPC·AI 겨울학교(2023.01.26~02.10), KISTI-성균관대학교-서울여자대학교 HPC·AI 여름학교(2023.06.05~06.23), 제3회 기상-AI 부스트캠프(2023.07.10~07.28), KFAS 쿠웨이트 고등학생 대상 AI 캠프(2023.08.03~08.08), UNIST-KISTI 슈퍼컴퓨팅 청소년캠프(2022.07.25~07.29)

### HPC 온라인 교육 콘텐츠 제작
- 2022년 : OpenMP(초급), MPI(초급)
- 2023년 : CUDA, Hybrid(OpenACC+MPI), C언어, Fortran, 슈퍼컴퓨터 내부 투어

## 상훈
- 2000년 공군 제30방공관제단장 우수상 (교안 발표대회)
- 2003년 공군 군수사령관 표창 (조직 발전 유공)
- 2005년 공군 작전사령관 표창 (조직 발전 유공)
- 2006년 공군 작전사령관 표창 (홍보 유공)
- 2008년 공군 남부전투사령관 표창 (정훈공보업무 발전 유공)
- 2008년 공군 참모총장 우수상 (논문 공모대회)
- 2009년 공군 참모총장 표창 (홍보 유공)
- 2010년 합동참모의장 표창 (홍보 유공)
- 2012년 공군참모총장 우수상 (논문 공모대회)
- 2012년 국방부장관 표창 (교육 유공)
- 2012년 국방부장관 단체표창 (교육 우수부대)
- 2012년 서산시장 우수상 (책읽는 가족)
- 2013년 문체부장관 단체표창 (우수 병영도서관)
- 2015년 국토교통부장관 표창 (항공산업 발전 유공)
- 2015년 국방부장관 우수상 (논문 공모대회)
- 2016년 한국항공소년단 총재 감사장 (항공소년단 발전 기여)
- 2016년 대한민국 평생학습대상 (후보 선정)
- 2017년 공군인터넷전우회 회장 감사장 (공군인터넷전우회 발전 기여)
- 2017년 국방부장관 우수상 (논문 공모대회)
- 2017년 문체부장관 단체표창 (우수 병영도서관)
- 2017년 청주시장 표창 (충북 항공인재 육성 유공)
- 2018년 공군 제17전투비행단장 우수상 (보안업무 우수)
- 2018년 문화체육관광부장관 표창 (국민 독서문화 진흥 유공)
- 2018년 한국언론진흥재단 이사장 및 사이버커뮤니케이션 학회장 우수상 (우수논문 발표)
- 2020년 한국언론진흥재단 뉴스 빅데이터 '2020년 빅카인즈 활용 사례 공모' 우수작
- 2022년 호남대학교 총장 표창 (기관 간 협력을 통한 상호발전 유공)
- 2022년 한국공학교육학회 학회장 우수상 (우수논문 발표)
- 2022년 한국언론진흥재단 뉴스 빅데이터 '2022년 빅카인즈 활용 사례 공모' 우수작
- 2023년 한국언론진흥재단 뉴스 빅데이터 '2023년 빅카인즈 활용 사례 공모' 최우수작
- 2024년 한국언론진흥재단 뉴스 빅데이터 '2024년 빅카인즈 활용 사례 공모' 우수작

## 교육 수료

### 빅데이터 분석 교육
- 2018년 8월 17일 <소셜 네트워크 분석 과정> 사이람 교육센터(서울대 사회발전연구소 산하 협력연구소)
- 2018년 8월 24일 <텍스트 네트워크 분석 과정> 사이람 교육센터(서울대 사회발전연구소 산하 협력연구소)
- 2018년 9월 8일 <뉴스 빅데이터 활용 교육 과정> 한국언론진흥재단-사이버커뮤니케이션학회 공동 주관
- 2018년 11월 22일 <소셜 미디어 데이터 수집.분석 과정> 사이람 교육센터(서울대 사회발전연구소 산하 협력연구소)
- 2018년 12월 20일 <SNA 활용 연구동향 분석 과정> 사이람 교육센터(서울대 사회발전연구소 산하 협력연구소)
- 2021년 4월 28일 <국책연구기관 딥러닝 기본과정> 경제인문사회연구회
- 2021년 7월 20일 <텍스트 데이터 분석> 한국과학기술정보연구원 과학데이터교육센터
- 2021년 7월 26일 <머신러닝 기반 데이터 분석> 한국과학기술정보연구원 과학데이터교육센터
- 2021년 8월 17일 <CUDA> 한국과학기술정보연구원 과학데이터교육센터
- 2021년 8월 20일 <MPI 초급> 한국과학기술정보연구원 과학데이터교육센터
- 2021년 8월 27일 <Fortran> 한국과학기술정보연구원 과학데이터교육센터
- 2021년 9월 2일 <슈퍼컴퓨터 활용(5호기)> 한국과학기술정보연구원 과학데이터교육센터
- 2021년 9월 3일 <리눅스> 한국과학기술정보연구원 과학데이터교육센터
- 2021년 9월 23일 <Hybrid(OpenACC+MPI)> 한국과학기술정보연구원 과학데이터교육센터

### 전문화 교육
- 2004년 7월 23일 <스피치 및 인터뷰 과정> 중앙공무원교육원
- 2013년 2월 28일 <유학 준비 영어 과정> 국방어학원
- 2012년 7월 7일 <PR 전문가 양성 과정> 한국 PR협회
- 2012년 10월 26일 <정책 홍보 과정> 국방대학교
- 2014년 2월 20일 <리더십 과정> 공군 보라매리더십센터
- 2014년 6월 27일 <갈등관리 협상실무자 양성 과정> 단국대 분쟁해결 연구센터
- 2014년 11월 14일 <고급 지휘관 과정> 합동군사대학교
- 2014년 11월 22일 <협상 전문가 과정> 건양대학교
- 2016년 12월 18일 <갈등상담/협상 전문가 실무연수 과정> 한국갈등관리연구소
- 2017년 2월 27일 <인권교육 과정> 국방부
- 2017년 6월 29일 <통일문제 연구 및 북한이해 과정> 통일교육원
- 2018년 2월 13일 <청렴교육 과정> 공군본부
- 2018년 5월 24일 <자살예방교육 과정> 공군본부
- 2018년 10월 26일 <리더십 과정> 국방대학교

## 홍보

### 언론/SNS 홍보
- 2012년 1월 16일 "정훈공보업무 활성화 모색" (국방일보)
- 2012년 4월 9일 "명품병사 교육 위한 '고민의 장'" (국방일보)
- 2012년 8월 24일 "장병 사기 고양 詩 우리가 쓴다" (국방일보)
- 2012년 9월 10일 "[TV강연] 군 조직의 특성" (국방TV)
- 2012년 10월 19일 "국무총리, 군 교육, 병영문화 개선 담당관 초청 간담" (국방일보)
- 2012년 11월 6일 "파일럿, 내일의 주인공은 여러분" (국방일보)
- 2012년 12월 27일 "체감형 교육... 병사 호응도 UP" (국방일보)
- 2013년 1월 5일 "[기고] 우리를 지키는 여러분을 응원합니다" (국방일보)
- 2013년 4월 5일 "군통령 나인뮤지스, 섹시 안무로 객석 초토화" (중앙일보, 일간스포츠)
- 2013년 4월 7일 "군인 오빠들 파이팅! 무형전력 사기진작에 큰 힘" (국방일보)
- 2014년 4월 2일 "[인터뷰] 공군참모총장배 Space Challenge 2014 대회 개최" (국방FM)
- 2014년 8월 28일 "하늘 우주를 향한 꿈의 도전" (국방일보)
- 2015년 7월 31일 "우주와 한 발짝 더 가까워진 느낌  (국방일보)
- 2015년 8월 31일 "도전하세요! 조종사의 꿈" (뉴데일리, 국방일보)
- 2015년 11월 1일 "공군을 직접 체험하는 항공전투시뮬레이션 대회"  (국방저널)
- 2015년 11월 2일 "항공의 날 국토교통부장관 표창 " (국방일보)
- 2015년 11월 29일 "국방부, 정신전력 강화 연구논문 시상 " (국방일보)
- 2016년 3월 2일 "항공우주의 꿈, 창공에 펼쳐라 " (국방일보)
- 2017년 10월 25일 "전국 병영도서관 중 최고 " (동양일보, 국방일보)
- 2017년 11월 6일 "초급간부 자긍심 '쑥' 높아지게" (국방일보)
- 2017년 11월 9일 "군인의 꿈 '모락모락'" (국방일보)
- 2017년 11월 23일 "'병사 눈으로 본 정신교육' 첫 최우수상 " (국방일보)
- 2017년 12월 12일 "미래 항공우주 인재 양성 앞장 " (국방일보)
- 2018년 4월 21일 "책 속에 길이 있습니다. '보물권'도 있습니다" (국방일보)
- 2018년 6월 27일 "호국 역사 교훈 흥미롭게 전달" (국방일보)
- 2018년 7월 26일 [칼럼] "정전협정 65주년과 유엔군 참전의 날을 맞아" (국방일보)
- 2018년 8월 30일 "독서문화상 개인부문 문체부 장관 표창" (오피니언뉴스, 국방일보)
- 2018년 9월 3일 "김태종 소령, 독서문화상 개인부문 문체부장관 표창" (국방FM)
- 2018년 12월 2일 "공주대 교육학과 박사과정 김태종 학생, 사이버커뮤니케이션학회 우수논문상" (충남일보, 동양일보, 아시아투데이, 충청매일, 금강일보, 대전투데이, 세종타임즈, 충청일보, 충청신문, 특급뉴스, 천안일보, 로컬투데이, 매일일보, 뉴스충청인)
- 2018년 12월 [기고] "빅카인즈로 만들어낸 '지역평생교육 토픽 분석' 논문" (월간 신문과 방송 12월호, 한국언론진흥재단 발행)
- 2020년 5월 15일 [칼럼] "군에서 성년의 날을 맞는 여러분을 응원합니다!" (국방일보)
- 2020년 6월 2일 "공주대 교육학과 김태종 박사, 국내 최초로 코로나19 뉴스 빅데이터 연구로 KCI 등재학술지 게재" (머니투데이, 대전일보, 중도일보, 동양일보, 아시아뉴스통신, 매일일보, 교수신문, 특급뉴스, 천안신문, 백제뉴스, 뉴스충청인, 천지일보, 천안아산신문, 세종타임즈, 충청게릴라뉴스, 베리타스알파)
- 2020년 7월 [기고] "코로나19의 시대, 어떻게 하면 항공우주의 꿈을 이룰 수 있을까?" (한국항공소년단 계간지 여름호)
- 2020년 7월 7일 [칼럼] "뉴스 빅데이터로 읽어보는 '깡'" (국방일보)
- 2020년 7월 21일 [칼럼] "음원 데이터로 읽어보는 e-스포츠 '리그 오브 레전드'" (국방일보)
- 2020년 8월 4일 [칼럼] "'싹쓰리(SSAK3)'가 전하는 핵심 키워드" (국방일보)
- 2020년 8월 14일 [칼럼] "광복군 창설 80주년의 뉴스 빅데이터 키워드 '국군' '감사' '계승'" (국방일보)
- 2020년 9월 1일 [칼럼] "유튜브 댓글 키워드 분석으로 읽어보는 '가짜 사나이'" (국방일보)
- 2020년 9월 15일 [칼럼] "뉴스 빅데이터로 읽어보는 '장병 대민지원'" (국방일보)
- 2020년 9월 15일 [인터뷰] "예방 저널리즘 부족한 언론, '위기 극복' 시민들 주목해야" (오마이뉴스)
- 2020년 9월 29일 [칼럼] "드라마 '청춘기록'으로 본 키워드 '청춘, '현실', '사랑'" (국방일보)
- 2020년 10월 19일 [칼럼] 보관됨 2020-10-31 - 웨이백 머신 "텍스트 마이닝으로 읽어보는 '이날치'의 키워드" (국방일보)
- 2020년 11월 2일 [칼럼] "'네고왕'으로 본 디지털 시대 마케팅 트렌드" (국방일보)
- 2020년 11월 13일 [칼럼] "생존 예능 키워드와 군" (국방일보)
- 2020년 11월 30일 [칼럼] "국군 장병 여러분의 '부캐'는 무엇인가요?" (국방일보)
- 2020년 12월 11일 [칼럼] "2020년 뉴스 빅데이터로 본 우리 국군" (국방일보)
- 2020년 12월 29일 [칼럼] "'눈물' '사랑' '마음' 뉴스 빅데이터로 읽어보는 2020년 트로트" (국방일보)
- 2021년 4월 4일 [칼럼] "유튜브 댓글 빅데이터로 읽어보는 브레이브걸스의 키워드 '위문', '힘', '행복'" (블로그)
- 2021년 12월13일 "메타버스 시대의 트렌드와 향후 발전과제" (ZDNet Korea, 충청뉴스, 뉴스프리존, 이코노믹리뷰)
- 2022년 9월 2일 "KISTI, 뉴스 빅데이터가 갖는 의미는?... '현재를 이해하고 미래를 예측하는 도구'" (뉴스프리존, 에이티앤뉴스)
- 2024년 1월 2일 "빅카인드 활용 우수 사례 인터뷰" (유튜브)
- 2025년 6월 22일 "(찐문과 김박사의 좌충우돌 AI 연구 도전기) [1회] 40대에 연구자가 되기로 결심한 이유" (한국과학기술인력개발원 K-클럽 블로그)
- 2025년 7월 19일 "(찐문과 김박사의 좌충우돌 AI 연구 도전기) [2회] 코딩 한 줄 못 짜는 박사의 첫 빅데이터 분석기" (한국과학기술인력개발원 K-클럽 블로그)
- 2025년 8월 10일 "(찐문과 김박사의 좌충우돌 AI 연구 도전기) [3회] 박사학위 받은 후 처음 시도해 보는 단독연구 도전" (한국과학기술인력개발원 K-클럽 블로그)

### 방송 취재지원
- 2009년 2월 KBS1 <환경스페셜> 철새의 땅, 위기의 천수만
- 2009년 2월 KBS2 <인간극장> 우리는 빨간 마후라 부부
- 2009년 3월 SBS <다큐플러스> 맛있는 외교 이야기 - 음식외교
- 2009년 3월 EBS <극한직업> 특수임무견 훈련사>
- 2009년 4월 SBS <대한민국 우주인 탄생 1주년 특집방송> 끊임없는 도전, 우주
- 2009년 5월 SBS <생방송 투데이> 청주 7남매, 이 가족이 사는 법
- 2009년 6월 KBS1 <퀴즈 대한민국> 공군 진상근 중사 출연
- 2009년 6월 EBS <2010 대학입시가이드> 공군사관학교편
- 2009년 7월 KBS2 <VJ특공대> 여름 안전 이상 무! 활주로편
- 2009년 9월 KBS1 <열린 음악회> 공군 창군 60주년 기념
- 2009년 9월 SBS <SBS 스페셜> 부모력 - 공군 장병 출연
- 2009년 9월 KBS1 <KBS 수요기획> 공군의 수호전사 항공구조대
- 2009년 10월 KBS2 <VJ 특공대> 공군 의장대
- 2009년 10월 KBS2 <생방송 세상의 아침> 탄생! 국민조종사
- 2009년 11월 KBS2 <해피선데이-남자의 자격> 남자, 하늘을 날다!
- 2012년 2월 KBS2 <VJ특공대> 금녀의 벽을 깨라! 위풍당당, 여풍이 분다 - 여성 전투조종사
- 2012년 10월 EBS <국군의 날 CF> 여성 전투조종사

## 경력

### 연구 경력
- 2013년 미국 미주리대학교 저널리즘스쿨 방문학자 (Visiting Scholar, University of Missouri School of Journalism, USA)
- 2019년 대전대학교 연구교수 (Research Professor, Daejeon National University)
- 2020년 한국청소년정책연구원 부연구위원 (Associate Research Fellow, Korea Youth Policy Institute)
- 2021년 한국과학기술정보연구원 박사후연구원 (Postdoctoral Researcher, Korea Institute of Science and Technology Information)
- 2022년 한국과학기술한림원 '메타버스 관련 핵심 아젠다 도출' 정책연구위원회 연구위원 (Research Fellow, Korea Advanced Institute of Science and Technology Hanlimwon, 'Deriving Core Agenda for Metaverse' Policy Research Committee)
- (현) 2023년 국립기상과학원 인공지능기상연구과 연구원 (Researcher, NATIONAL INSTITUTE OF METEOROLOGICAL SCIENCES)
- (현) 2025년 데이터 팩토리 랩 대표 (Representative, Data Factory Lab)

### 학회 경력
- 2018년~ 한국평생교육학회 정회원
- 2018년~ 사이버커뮤니케이션학회 정회원
- 2019년~ 한국농산업교육학회 정회원
- 2020년~ 한국융합보안학회 정회원
- 2020년~ 한국콘텐츠학회 정회원
- 2021년~ 한국정치정보학회 정회원
- 2021년~ 미래를여는청소년학회 정회원
- 2021년~ 디지털콘텐츠학회 정회원
- 2022년~ 학습자중심교과교육학회 정회원
- 2022년~ 한국공학교육학회 정회원
- 2023년~ 한국평화연구학회 정회원
- 2023년~ 한국교육공학학회 정회원
- 2023년~ 한국문화융합학회 정회원
- 2024년~ 한국사회복지학회 정회원
- 2024년~ 한국기상학회 정회원

### 자문/평가 경력
- 2023년 과학문화산업육성 사업성과 환류방안 마련을 위한 전문가 자문 (한국과학창의재단)
- 2024년 청소년 대상 SW·AI 교육사업(디지털새싹) 운영기관 평가 (한국과학창의재단)

### 군 경력(Military Career)
- 1999년 공군 정훈공보장교 임관
- 1999년 공군 제00방공관제단 000대대 정훈공보담당
- 2000년 공군 제00전투비행단 정훈공보실 정훈공보담당
- 2002년 공군 00사령부 정훈공보실 정훈공보담당
- 2004년 공군 00사령부 정훈공보실 정훈공보/연설문담당
- 2006년 공군 제00전투비행단 정훈공보실장
- 2009년 공군본부 문화홍보과 문화섭외담당
- 2011년 공군 제00전투비행단 정훈공보실장
- 2014년 공군본부 문화홍보과 문화행사담당
- 2017년 공군 제00전투비행단 정훈공보실장
- 2019년 공군 항공우주전투발전단 공군 창군 70주년 홍보담당
- 2019년 12월 공군 소령 전역 (Retired as an Air Force Major)

### 도서관 운영 경력
- 2012년~2013년 공군 제00전투비행단 병영도서관 운영 책임관(2012 전국도서관 운영평가 우수 문체부장관 표창)
- 2017년~2018년 공군 제00전투비행단 병영도서관 운영 책임관(2017 전국도서관 운영평가 우수 문체부장관 표창)

### 언론 모니터 경력
- 2010~2011년 아리랑TV 편성 모니터 요원 (한국 방송통신전파진흥원)
- 2017년~ 국방홍보원 매체 모니터 요원 (국방홍보원)

### 대국민 행사 경력
- 2014~2016년 공군참모총장배 Space Challenge 대회 총괄

| 구분   | 내용                                                                        |
| ------ | --------------------------------------------------------------------------- |
| 기간   | 매년 4월 ~ 9월                                                              |
| 장소   | 전국 16개 공군 비행장 또는 인근 경기장                                      |
| 대상   | 전국 초/중/고등학생 및 성인 (연 평균 7만명)                                 |
| 종목   | 고무동력기, 글라이더, 물로켓, 드론, 폼보드 전동비행기                       |
| 이벤트 | 블랙이글스 에어쇼, 군악/의장시범, 태권도/군견시범, 초청공연 등              |
| 전시   | 전투기, 훈련기, 수송기, 헬기, 항공무장, 군작전차량, 무기 등                 |
| 체험   | 항공우주체험, 항공전투시뮬레이션, 서바이벌, 소방/화생방 안전, 심폐소생술 등 |

- 2015년 공군참모총장배 항공전투 시뮬레이션 대회 총괄

| 구분   | 내용                                                                       |
| ------ | -------------------------------------------------------------------------- |
| 기간   | 격년 10월 중순 (서울 ADEX 행사와 연계)                                     |
| 장소   | 서울공항                                                                   |
| 대상   | 전국 초/중/고등학생 및 성인 (선수 204명, 체험 및 관람객 9,400여명)         |
| 종목   | F-15K 공대공, KF-16 공대지, KT-1 레이싱                                    |
| 이벤트 | 항공전투 시뮬레이션 체험, 모바일 항공 레이싱 체험, 항공 동아리 홍보부스 등 |

- 2014~2016년 항공우주캠프 총괄

| 구분 | 내용                                                                            |
| ---- | ------------------------------------------------------------------------------- |
| 기간 | 매년 7월 중순 (3박 4일)                                                         |
| 장소 | 공군사관학교, 보라매리더십센터, 항공우주의료원, 제17전투비행단, 제6탐색구조전대 |
| 대상 | 국내/외 고등학생 (국내 80명, 국외 20명)                                         |
| 내용 | 항공기 탑승체험, 비행환경 적응훈련, 조종사 수중생환훈련 등                      |
| 참고 | 한국항공소년단 공동주최, 청소년 수련활동 인증(여성가족부 제1869호 A등급 인증)   |

### 정부/공공기관/민간단체 협업 경력
- Space Challenge 대회 : 미래창조과학부, 한국과학창의재단, 항공우주연구원, 한국천문연구원, 항공우주산업진흥협회, 한국항공진흥협회, 한국모형항공협회, 대한민국항공회, 한국항공소년단, 공군발전협회
- 항공전투 시뮬레이션 대회 : (주)에어로솔루션코리아(대회 대행), Red Bull GmbH(무료음료), Dog Fight(항공기 포토존, 시계상품), Ace Alpha(항공시뮬레이션 체험), 항공우주산업진흥협회
- 공군항공우주캠프 : 한국항공소년단, 공군사관학교, 공군항공우주의료원, 공군제17전투비행단, 공군제6탐색구조전대, 공군리더십센터, 공군군악대, 공군생환교육대
- 항공의 날 행사 : 국토교통부, 한국항공진흥협회, 대한민국항공회

## 자격
- 2009년 군경상담사 (서울사이버대)
- 2009년 아동상담사 (서울사이버대)
- 2009년 목회상담사 (서울사이버대)
- 2012년 11월 15일 PR 전문가 (한국PR협회)
- 2013년 12월 26일 행정사 (안전행정부)
- 2014년 갈등상담사 (한국조정중재협회)
- 2014년 협상전문가 2급 (한국조정중재협회)
- 2016년 방과후지도사 (휴넷평생교육원)
- 2016년 자기주도학습지도사 (휴넷평생교육원)
- 2016년 12월 23일 갈등관리상담사 1급 (한국갈등관리연구소)
- 2016년 12월 23일 협상전문가 1급 (한국조정중재협회)
- 2017년 2월 28일 평생교육사 2급 (교육부)